# Wasserdampfdiffusionswiderstand
Der Wasserdampfdiffusionswiderstand (auch Dampfsperrwert) drückt aus, wie stark ein Baustoff die Diffusion (lat. diffundere ‚ausbreiten‘, hier: Wandern von Wasserdampfmolekülen) von Wasserdampf behindert und wird in Form der Wasserdampfdiffusionswiderstandszahl (auch Wasserdampfdiffusionswiderstandsfaktor, Symbol µ) ausgedrückt.
Die Wasserdampfdiffusionswiderstandszahl eines Baustoffs ist ein dimensionsloser Materialkennwert, der angibt, um welchen Faktor das betreffende Material gegenüber Wasserdampf dichter ist als eine gleich dicke, ruhende Luftschicht. Je größer die µ-Zahl, desto dampfdichter ist der Baustoff. Die Wasserdampfdiffusionswiderstandszahl kann dabei keine Werte kleiner 1 (μLuft = 1) annehmen, jedoch bis Unendlich ansteigen. Es gilt: 1 ≤ μ ≤ ꝏ.
Die µ-Zahlen für die gebräuchlichsten Baustoffe werden in der DIN EN ISO 10456 und der DIN 4108-4 beziffert.
Multipliziert man die Wasserdampfdiffusionswiderstandszahl mit der Dicke der Bauteilschicht, so erhält man die wasserdampfdiffusionsäquivalente Luftschichtdicke {\displaystyle s_{\mathrm {d} }} (sd-Wert).
Meist besteht ein Bauteil aus mehreren Schichten, so dass die Sd-Werte der jeweiligen Schichten addiert werden müssen, um den Diffusionswiderstand des gesamten Bauteils zu errechnen.
In beheizten Gebäuden besteht im Winter ein Temperaturgefälle von den Innenräumen nach außen. Warme Luft kann mehr Wasser in Dampfform aufnehmen als kalte. Dies führt im Regelfall zu einem dem Temperaturgefälle gleichgerichteten Dampfdruckgefälle. Der Wasserdampf ist bestrebt, in Richtung des Dampfdruckgefälles nach außen zu diffundieren. Daraus resultiert ein Dampfdiffusionsstrom, der vom Diffusionswiderstand des Bauteils und insbesondere im Bauteil enthaltenen Dampfbremsen begrenzt wird.
Eine genaue Kenntnis über die Wasserdampfdiffusionswiderstandszahlen einzelner Baustoffe in einem Bauteil ist wichtig zur Vermeidung von Tauwasserausfall und Schimmelbildung.
Im Gegensatz zum Wasserdampfdiffusionswiderstand berücksichtigt der Wasserdampfdurchgangswiderstand auch den Dampfdurchgang durch Materialien aufgrund einer Luftströmung (Konvektionsstrom). Bedeutung hat dies bei der Bewertung der Atmungsaktivität von Textilien, Wundauflagen und Lebensmittelverpackungen.

## Stoffbeispiele
Es wird eine Unterteilung der Widerstandszahlen in feucht und trocken vorgenommen. Dies ist verschiedenen Prüfverfahren geschuldet, bei denen jeweils die relativen Luftfeuchten variiert werden. Im Trockenbereich liegen die Luftfeuchten bei 0 bis 50 % und der Wasserdampf wird überwiegend durch Dampfdiffusion befördert. Im Nassbereich nehmen die Luftfeuchten Werte von 50 bis 93 % an. Die Poren reichern sich mit Wasser in flüssiger Form an, was eine Steigerung des Flüssigkeitsstroms zur Folge hat. Es werden kleinere Wasserdampfdiffusionswiderstandszahlen gemessen.
Wasserdampfdiffusionswiderstandszahl einiger Stoffe nach DIN EN ISO 10456:
| Stoff                                                             | Rohdichte (kg/m³) | µ         | µ         |
| Stoff                                                             | Rohdichte (kg/m³) | trocken   | feucht    |
| ----------------------------------------------------------------- | ----------------- | --------- | --------- |
| Luft (Referenz und Definition)                                    | 000,01,2          | 1         | 1         |
| Kork                                                              | 0120              | 10        | 5         |
| Gips                                                              | 600–1500          | 10        | 4         |
| Gipskartonplatten                                                 | 700–900           | 10        | 4         |
| Beton, mittlere Rohdichte                                         | 1800              | 100       | 60        |
| Beton, hohe Rohdichte                                             | 2400              | 130       | 80        |
| Glas, Metalle                                                     | 2200–22600        | ∞         | ∞         |
| Wärmedämmstoffe                                                   |                   |           |           |
| Polystyrol-Hartschaum expandiert (EPS, Styropor) extrudiert (XPS) | 10–50 20–65       | 60 150    | 60 150    |
| Polyurethanhartschaum                                             | 28–55             | 60        | 60        |
| Mineralwolle                                                      | 10–200            | 1         | 1         |
| Schaumglas                                                        | 100–150           | ∞         | ∞         |
| Perlitplatten                                                     | 140–240           | 5         | 5         |
| Holzfaserdämmplatten                                              | 150–250           | 10        | 5         |
| Mauerwerkstoffe                                                   |                   |           |           |
| Vollziegel (gebrannter Ton)                                       | 1000–2400         | 16        | 10        |
| Blähton Leichtbeton LAC2 (gebrannte Tonperlen, zementgebunden)    | 500–550           | 5         | 5         |
| Kalksandstein                                                     | 900–2200          | 20        | 15        |
| Porenbeton                                                        | 300–1000          | 10        | 6         |
| Mauer-, Putzmörtel                                                | 250–2000          | 20        | 10        |
| Holz, Holzwerkstoffe                                              |                   |           |           |
| Konstruktionsholz                                                 | 0500              | 50        | 20        |
| Konstruktionsholz                                                 | 0700              | 200       | 50        |
| Sperrholz nach DIN, leicht                                        | 0300              | 150       | 50        |
| Sperrholz nach DIN, schwer                                        | 1000              | 250       | 110       |
| Sperrholz, mittlere Dichte 1)                                     | 0700              | 200       | 70        |
| Spanplatte                                                        | 0300              | 50        | 10        |
| Spanplatte                                                        | 0900              | 50        | 20        |
| OSB-Platte 2)                                                     | 0650              | 50 (–300) | 30 (–200) |
| Holzfaserplatte                                                   | 0250              | 5         | 3         |
| Holzfaserplatte, MDF 3)                                           | 0400              | 10        | 5         |
| Holzfaserplatte, MDF 4)                                           | 0600              | 20        | 12        |
| Holzfaserplatte, MDF 5)                                           | 0800              | 30        | 20        |
| Massive Kunststoffe                                               |                   |           |           |
| Acrylkunststoffe                                                  | 1050              | 104       | 104       |
| Polycarbonate                                                     | 1200              | 5 000     | 5 000     |
| Polytetrafluorethylen (PTFE)                                      | 2200              | 104       | 104       |
| Polyvinylchlorid (PVC)                                            | 1390              | 5 · 104   | 5 · 104   |
| Polymethylmethacrylat (PMMA)                                      | 1180              | 5 · 104   | 5 · 104   |
| Polyazetatkunststoffe 6)                                          | 1410              | 105       | 105       |
| Polyamid (Nylon)                                                  | 1150              | 5 · 104   | 5 · 104   |
| Polyethylen                                                       | 920–980           | 105       | 105       |
| Polystyrol                                                        | 1050              | 105       | 105       |
| Polypropylen                                                      | 0910              | 104       | 104       |
| Polyurethan (PU)                                                  | 1200              | 6 000     | 6 000     |
| Epoxidharz                                                        | 1200              | 104       | 104       |
| Phenolharz                                                        | 1300              | 105       | 105       |
| Polyesterharz                                                     | 1400              | 104       | 104       |
| Gummi                                                             |                   |           |           |
| Naturkautschuk                                                    | 0910              | 104       | 104       |
| Chloropren-Kautschuk                                              | 1240              | 104       | 104       |
| Butylkautschuk                                                    | 1200              | 2 · 105   | 2 · 105   |
| Schaumgummi                                                       | 60–80             | 7 000     | 7 000     |
| Gestein                                                           |                   |           |           |
| Kristalliner Naturstein                                           | 2800              | 104       | 104       |
| Sediment-Naturstein                                               | 2600              | 250       | 200       |
| Leichter Sediment-Naturstein                                      | 1500              | 30        | 20        |
| Poröses Gestein, z. B. Lava                                       | 1600              | 20        | 15        |